# 제12회 가치봄영화제
제12회 가치봄영화제는 2011년 11월 7일에 열린 시상식이다.

## 수상 및 후보

### 대상
- 오하이오 삿포로 - 김성준 수상

### 금상
- 숨 - 함경록 수상

### 은상
- 약속 - 양현아 수상

### 동상
- 나비는 지금 여기에 있었다 - 황규일 수상
- 귓가에 맴도는 하루 - 김상혁 수상

### 감독상
- 나는 2급이다 - 이한규 수상

### 시나리오상
- 다슬이 - 박철순 수상

### 작품상
- 달팽이의 별 - 이승준 수상

### 상영작
- 가로등 - 임형은
- 우리결혼할까요? - 성기석 외1명
- 구인광고 - 최화진
- 그들이 달리는 이유 - 이성종
- 그 여름의 바다 - 이제희
- 그의 이름은 트레버 - 김석환
- 나는 2급이다 - 이한규
- 나도 때론 물속을 날고 싶다 - 김재한
- 나비는 지금 여기에 있었다 - 황규일
- 나오길 잘했다 - 강지원
- 나의 순정씨 - 안평윤
- 내 사촌동생 이지영을 소개합니다 - 한금비
- 넬라판타지 - 김영범
- 다슬이 - 박철순
- 달팽이의 별 - 이승준
- 당신을 듣다 - 박주영
- 댄스 어빌리티인 서울 - 윤정원
- 또 다른 나 - 차상원
- 멋쟁이 나그네 - 임동규 외5명
- 발자국 - 구지영 외3명
- 방송국 홈페이지 = 시내버스 - 정승천
- 비워두세요 - 정규수
- 비정상인 - 정승천
- 빛을 듣다 - 한지수
- 사랑만들기+ - 신두란
- 사이 - 박준석
- 사정 - 이대영
- 숨 - 함경록
- 슈퍼맨의 희망사항 - 노여래
- 스쿠터의 하루 - 김광운
- 슬리퍼 - 이연지
- 新콩쥐팥쥐 - 신두란
- 애벌레의 꿈 - 심재향
- 약속 - 양현아
- 어느 날개의 꿈 - 최윤경
- 어느 멋진 날 - 휘
- 어제와 오늘 - 최상순
- 엄마가 오는 날 - 김영규
- 여자가 여자에게 - 최병화
- 오하이오 삿포로 - 김성준
- 온감 - 임규철
- 요술신발 - 신두란
- 우애 - 김모영
- 유치원에 간 대평씨 - 이성종
- 유쾌한 삼총사 - 양재철
- 장미맨션 - 신현탁
- 장애인외출탐구 - 김영호
- 제작과情 - 이준상
- 페인트 통 - 강철우
- 피아니스트 - 김은혜
- 마이 대디 - 김진영 외1명
- 녹턴 - 심재향
- 더 캐리어 - 우창수